# 费尔伯肯
费尔伯肯（德語：Veelböken）是德国梅克伦堡-前波美拉尼亚州的一个市镇。总面积32.53平方公里，总人口702人，其中男性353人，女性349人（2011年12月31日），人口密度22人/平方公里。